# Develtos
Develtos ou Debeltos (en grec : Δεβελτός, Δηβελτός, Δεουελτòς, Δεούελτος, Διβηλτóς) est une ancienne cité de Thrace. Elle est située à l'embouchure du fleuve Sredetska, sur la côte ouest du lac Mandrensko, près du village actuel de Debelt.

## Histoire
La ville est fondée au septième siècle avant Jésus-Christ comme emporion (port de commerce) de la cité d'Apollonia Pontica. Elle constitue un important point d'échanges entre les Thraces et les Grecs durant l'Antiquité. Elle est incorporée à l'Empire romain en l'an 46 et une colonie de vétérans y est installée sous Vespasien sous le nom de Colonia Flavia Pacis Deultensium. Elle est mise à sac par les Goths dans la deuxième moitié du IIIe siècle avant d'être rebâtie. De nouveau, en 377, les Goths battent l'armée de l'Empire romain d'Orient lors de la bataille de Develtos (ou Dibaltum) et la ville est pillée puis reconstruite.
Sous l'Empire byzantin, Develtos devient une ville frontière avec le khanat des Bulgares qui s'est installé dans les Balkans. C'est une position stratégique reprise par Constantin V en 756 et elle devient une composante d'une ligne de fortifications face aux Bulgares. En mai 812, le khan Krum s'en empare. La ville est détruite et sa population déportée pour être remplacée par des Bulgares. Dès 816, Léon V l'Arménien obtient d'en reprendre le contrôle. Lors des décennies suivantes, le contrôle de la ville revient alternativement aux Byzantins et aux Bulgares au gré des guerres et des traités jusqu'en 927 où Romain Ier Lécapène la ramène durablement sous l'orbite byzantine. 
Avec l'effondrement de l'Empire byzantin du fait de la quatrième Croisade, le Second empire bulgare s'en empare en 1205 avant d'être reprise par les le général byzantin Michel Glabas Tarchaniotès en 1263. Au XIVe siècle, la population décline fortement avec le début des invasions ottomanes et de la sédimentation de la lagune située à proximité. En 1396, elle tombe aux mains des Turcs.